# Neillsville
Neillsville è una città degli Stati Uniti d'America, situata in Wisconsin, nella Contea di Clark, della quale è il capoluogo.